# Kabinett Zinn V
Das Kabinett Zinn V bildete vom 19. Januar 1967 bis 23. Oktober 1969 die Landesregierung von Hessen. Die Wahl des Ministerpräsidenten erfolgte bereits am 14. Dezember 1966.

## Kabinett
| Amt                                         | Name                                                                     | Partei | Partei | Staatssekretäre |
| ------------------------------------------- | ------------------------------------------------------------------------ | ------ | ------ | --- |
| Ministerpräsident                           | Georg-August Zinn                                                        |        | SPD    | Willi Birkelbach (Chef der Staatskanzlei)                                                                                     |
| Stellvertreter des Ministerpräsidenten      | Heinrich Schneider (bis 11. Juni 1969) Albert Osswald (ab 11. Juni 1969) |        | SPD    | - |
| Inneres                                     | Heinrich Schneider                                                       |        | SPD    | Günter Wetzel (bis 28. Februar 1968) Karl Hemfler (ab 1. März 1968)                                                           |
| Finanzen                                    | Albert Osswald                                                           |        | SPD    | Otto Krauß |
| Justiz und Bundesangelegenheiten            | Johannes Strelitz                                                        |        | SPD    | Erich Rosenthal-Pelldram (bis 31. März 1967) Karl Hemfler (10. April 1967 – 28. Februar 1968) Alfred Flick (ab 26. März 1968) |
| Arbeit, Volkswohlfahrt und Gesundheitswesen | Heinrich Hemsath                                                         |        | SPD    | Friedrich Georg Schmidt |
| Kultus                                      | Ernst Schütte                                                            |        | SPD    | Walter Müller (bis 28. Februar 1967) Hildegard Hamm-Brücher (ab 17. April 1967)                                               |
| Landwirtschaft und Forsten                  | Tassilo Tröscher                                                         |        | SPD    | Frank Seiboth |
| Wirtschaft und Verkehr                      | Rudi Arndt                                                               |        | SPD    | Leonhard Lutz (bis 28. Februar 1967) Alfred Härtl (ab 15. März 1967)                                                          |